# Col Furcia
Le col Furcia (Passo di Furcia en italien, Furkelpass en allemand) est un col des Dolomites, en Italie (Trentin-Haut-Adige, province autonome de Bolzano), à 1 759 mètres d'altitude, non loin de la frontière autrichienne. Le col relie Marebbe dans le val Badia à Valdaora dans le val Pusteria.

## Géographie
Au col se trouvent un hôtel, un restaurant et les accès pour les pistes de la station Plan de Corones.

## Ascension cycliste
Le col est fréquemment emprunté par le Tour d'Italie, lorsque la course juge son arrivée à la station, au Plan de Corones, il fut cependant l'arrivée de la dix-septième étape, en 2006, à la suite de chutes de neige en haut, c'est Leonardo Piepoli qui s’adjugea l'étape, dans la pluie.
En 2008, il fut le point intermédiaire de la seizième étape contre-la-montre.
Sa déclivité va jusque 12 %.
Le passo Furcia a également été grimpé lors de la 3e étape du Tour des Alpes 2022, classé en première catégorie.